# Österreichischer Fußball-Cup 1979/80
Der ÖFB-Cup wurde in der Saison 1979/80 zum 46. Mal ausgespielt. Sieger wurde zum 17. Mal die Wiener Austria, Titelverteidiger SSW Innsbruck musste sich bereits im Achtelfinale Wiener Sport-Club/Post geschlagen geben.

## Ausscheidungsspiele

### Achtelfinale
|                        | Ergebnis                         |                       |
| ---------------------- | -------------------------------- | --------------------- |
| FC Admira/Wacker       | 1:4 (0:1)                        | FK Austria Wien       |
| Grazer AK              | 1:3 n. V. (1:1, 1:0)             | SK Austria Klagenfurt |
| SV Austria Salzburg    | 2:1 (1:1)                        | SK Sturm Graz         |
| Wiener Sport-Club/Post | 1:0 n. V.                        | SSW Innsbruck         |
| Wolfsberger AC         | 2:2 n. V. (2:2, 1:1) (3:2 i. E.) | FC Union Wels         |
| Salzburger AK 1914     | 0:1 (0:0)                        | ASV Kittsee           |
| SV Dornbirn            | 0:1 (0:0)                        | SV St. Veit           |
| SK VOEST Linz          | 2:1 (0:1)                        | SK Rapid Wien         |

### Viertelfinale
|                       | Ergebnis                         |                        |
| --------------------- | -------------------------------- | ---------------------- |
| Wolfsberger AC        | 0:3 (0:1)                        | SV Austria Salzburg    |
| SV St. Veit           | 1:1 n. V. (1:1, 0:0) (5:3 i. E.) | Wiener Sport-Club/Post |
| SK Austria Klagenfurt | 1:1 n. V. (1:1, 0:1) (3:5 i. E.) | ASV Kittsee            |
| SK VOEST Linz         | 1:3 (0:2)                        | FK Austria Wien        |

### Semifinale
|                     | Ergebnis  |             |
| ------------------- | --------- | ----------- |
| SV Austria Salzburg | 2:1 (1:0) | SV St. Veit |
| FK Austria Wien     | 2:0 (1:0) | ASV Kittsee |

## Finale
Im 45. österreichischen Cupfinale standen einander die Wiener Austria und die Salzburger Austria gegenüber. Die Wiener wurden in dieser Saison bereits mehrere Runden vor Schluss Meister und waren zudem nach einem 7:0-Sieg über die Salzburger im jüngsten Ligaduell klarer Favorit. Das Hinspiel in Lehen konnte die Heimmannschaft knapp mit 1:0 durch ein Weiss-Tor gewinnen. Im zwei Wochen später stattfindenden Rückspiel im Praterstadion konnte die Austria durch einen Foulelfmeter nach einem Vergehen von Lettner an Prohaska 1:0 in Führung gehen. Auch am Siegestreffer durch Gasselich 20 Minuten vor Schluss war Prohaska – der sein letztes Spiel vor seinem Wechsel nach Mailand bestritt – mit einer Vorlage entscheidend beteiligt.

### Hinspiel
| Paarung             | SV Austria Salzburg – FK Austria Wien |
| Ergebnis            | 1:0 (1:0) |
| Datum               | 27. Mai 1980 |
| Stadion             | Stadion Lehen, Salzburg |
| Zuschauer           | 7.500 |
| Schiedsrichter      | Horst Brummeier |
| Tore                | 1:0 Leo Weiss (26.) |
| SV Austria Salzburg | Herbert Rettensteiner – Leopold Lainer (78. Rainer Hörgl), Gerhard Roos, Hannes Winklbauer, Jaroslav Pirnus – Franz Bacher, Gerhard Breitenberger, Alfred Lettner – Gerhard Perlak (78. Hermann Stadler), Hans-Gerd Schildt, Leo Weiss Cheftrainer: Alfred Günthner |
| FK Austria Wien     | Friedl Koncilia – Robert Sara, Erich Obermayer, Josef Sara, Günther Pospischil – Herbert Prohaska, Karl Daxbacher (37. Erwin Jelinek, 78. Francisco Marcelo), Johann Dihanich, Ernst Baumeister – Walter Schachner, Felix Gasselich Cheftrainer: Erich Hof          |

### Rückspiel
| Paarung             | FK Austria Wien – SV Austria Salzburg |
| Ergebnis            | 2:0 (1:0) |
| Datum               | 10. Juni 1980 |
| Stadion             | Praterstadion, Wien |
| Zuschauer           | 10.000 |
| Schiedsrichter      | Erich Linemayr |
| Tore                | 1:0 Walter Schachner (20.), 2:0 Felix Gasselich (70.) |
| FK Austria Wien     | Friedl Koncilia – Robert Sara, Erich Obermayer, Josef Sara, Günther Pospischil – Herbert Prohaska, Karl Daxbacher, Felix Gasselich, Johann Dihanich – Walter Schachner, Thomas Pfeiler (67. Erwin Jelinek) Cheftrainer: Erich Hof                      |
| SV Austria Salzburg | Herbert Rettensteiner – Leopold Lainer (75. Gerhard Perlak), Hannes Winklbauer, Gerhard Roos, Jaroslav Pirnus – Franz Bacher, Hans-Gerd Schildt, Gerhard Breitenberger, Alfred Lettner – Hermann Stadler (46. Karl Kodat) Cheftrainer: Alfred Günthner |